# Concorso internazionale di musica ARD
Il Concorso internazionale di musica ARD (Internationaler Musikwettbewerb der ARD), vertente sull'esecuzione di musica classica, è organizzato annualmente a Monaco di Baviera dalla Radio televisione bavarese per conto della ARD, il Consorzio delle televisioni tedesche. È considerato come uno dei più importanti concorsi internazionali di esecuzione musicale  e ha visto fra i suoi vincitori molti artisti che successivamente hanno raggiunto una fama mondiale. Tra questi si possono ricordare:
Jessye Norman, Maurice André, Reinhold Friedrich, Francisco Araiza, Hermann Baumann, Natal'ja Gutman, Christoph Eschenbach, Mitsuko Uchida, Bernd Glemser, Anna Malikova, Günther Kaunzinger, Thomas Quasthoff, Ivan Rebroff, Juri Baschmet, Christian Tetzlaff, Sharon Kam, Heinz Holliger, Peter Sadlo, Branimir Slokar, Isabelle Moretti e il Quatuor Ébène.
Possono partecipare musicisti di tutte le nazioni e l'età massima dipende dalla categoria e di solito è compresa tra 25 e 28 anni.

## Storia
Dal 1947 al 1950 la Radio di Francoforte aveva organizzato un Concorso per giovani solisti e già alla prima edizione si presentarono dei musicisti che avrebbero ben presto avuto una grande notorietà, come le due cantanti Christa Ludwig e Erika Köth, il flautista Karlheinz Zöller e il pianista Robert-Alexander Bohnke.
L'ARD sviluppò ulteriormente l'idea di radunare giovani musicisti da tutto il mondo e dal 1952 organizzò annualmente il concorso, che si è sviluppato in una forma molto apprezzata, con categorie di strumenti che cambiano ogni anno.